# عادل حمود
عادل حمود الشمري، من مواليد 20 يونيو 1986، لاعب كرة قدم كويتي.
بدأ مسيرته الكروية باللعب مع نادي الجهراء، وفي 6 يناير 2008 انتقل إلى نادي الشمال القطري، وعاد بعدها إلى نادي الجهراء. قال في يوم 8 مارس 2008 بأنه لن يلعب مع ناد في الدوري القطري إلا نادي الشمال وحتى لو هبط إلى الدرجة الثانية، وأنه يتمنى اللعب في الدوري السعودي وبعدها الاحتراف في أوروبا ، وفي بداية موسم 2008/2009 انتقل إلى نادي القادسية الكويتي على سبيل الإعارة للمشاركة في دوري أبطال آسيا 2008 بدلا من ميلادين جوفانسيك وإبراهيما كيتا الذين سيغيبون عن مباراة الذهاب في الدور الربع نهائي، ولكنه تعرض للإصابة التي منعته من المشاركة في المباريات.

## انتقاله إلى الشمال القطري
في 24 ديسمبر 2007 أعلن نادي الشمال القطري بأنه يريد التعاقد مع اللاعب، وقد وضع مبلغ 100 ألف دولار أمريكي بعقد إعارة لمدة ستة أشهر ، وسيكون اللاعب بديلا للعماني سلطان الطوقي ، وفي يوم 29 ديسمبر 2007 أعلن رئيس نادي الشمال القطري بأن اللاعب سيوقع في يوم الأحد 30 ديسمبر 2007 ، ولكن تم تأجيل التوقيع إلى يوم 6 يناير 2008 ، وفي يوم 6 يناير 2008 وقع اللاعب عقدا مع نادي الشمال القطري ينضم بموجبه إلى الفريق لمدة خمسة أشهر مقابل 100 ألف دولار أمريكي، وأصبح بذلك أصغر محترف كويتي ، وقال اللاعب بأنه تلقى عروص من نادي القادسية الكويتي ونادي العربي الكويتي ونادي الكويت ولكنه رفضها.
وفي يوم 16 يناير 2008، لعب أول مباراة مع ناديه الجديد، ولكنهم خسروا أمام نادي الوكرة بنتيجة 0-2 ، وقد قدم في هذه المباراة مستوى طيب ، وفي يوم 10 فبراير 2008 شارك في مباراة فريقة أمام نادي الريان، وقد خسروا 0-4 ، وفي يوم 16 فبراير 2008 لعب في مباراة فريقه مع نادي السد، وقد خسروا 0-2 ، وفي يوم 1 مارس 2008 شارك في مباراة فريقه أمام نادي قطر التي خسروها بهدفين مقابل لا شيء، وقد حصل على كرت أصفر في تلك المباراة.
في كأس أمير قطر في يوم 10 أبريل 2008، خسر في الدور التمهيدي أمام نادي ميسمير بهدفين مقابل هدف، وقد طرد في تلك المباراة ، في يوم 14 ابريل 2008، قرر نادي الشمال عدم تجديد عقده معهم ، وفي يوم 20 ابريل 2008 قال بأنه ينتظر الحصول على مستحقاته المالية لشهري مايو ويونيو.

## إعارته إلى نادي القادسية
في يوم 24 أبريل 2008 أعلن نادي السالمية بأنه قد يتعاقد مع عادل حمود ، وفي يوم 26 أبريل 2008 تردد بأن نادي القادسية الكويتي يريد أن يتعاقد معه ، وقال خالد الجار لله أمين سر نادي الجهراء بأن النادي سيوافق على إعارة عادل حمود إلى نادي القادسية الكويتي فقط إذا تأهل النادي إلى الدور الثاني من بطولة دوري أبطال آسيا 2008 ، وفي يوم 5 يونيو 2008 سرت أخبار بأن نادي الخريطيات القطري يريد التعاقد معه وأن هناك نادي كويتي كبير يريد ضمه بمبلغ قد يصل إلى 150 ألف دينار ، وفي يوم 9 يونيو 2008 قال مدرب نادي السالمية الروماني ميهاي ستويكيتا بأنه يرغب بضم اللاعب إلى فريقه ، وقال خالد الجار لله أمين السر العام في نادي الجهراء بأن النادي لن يسمح بانتقال أي لاعب إلى أي نادي محلي، وأنه سيسمح لهم بالانتقال في حال تلقوا عرضا خارجيا فقط، وهذه الشروط تنطبق على عادل حمود ، وفي يوم 15 يونيو 2008 تردد بأن نادي القادسية الكويتي قد قدم عرض رسمي إلى نادي الجهراء لضمه، ولكن نادي الجهراء سيوافق فقط على إعارة اللاعب للدور الربع نهائي من دوري أبطال آسيا 2008 ، وفي يوم 17 يونيو 2008 بعث نادي السالمية بكتاب رسمي إلى نادي الجهراء يطلب فيه اللاعب أيضا ، وقال خالد الجار لله بأن نادي الجهراء سيوافق على إعارة اللاعب إلى نادي القادسية للمشاركة في دوري أبطال آسيا 2008 وليس في المشاركات المحلية، وأن نادي الجهراء لن يبيع اللاعب لأي نادي محلي ، وفي يوم 18 يونيو 2008 قال نادي العربي الكويتي بأن يرغب بضمه ، وقال نادي السالمية بأنه سيضمون لاعب من نادي الجهراء ولكنه ليس عادل حمود.
وفي يوم 23 يونيو 2008 أعلن نادي القادسية عن موافقة نادي الجهراء على إعارته للمشاركة في البطولات الخارجية ، وقال طلال الفهد الصباح رئيس نادي القادسية بأن النادي يحتاج لجهود عادل حمود في مباراته مع نادي أوراوا ريد دايموندز الياباني في دوري أبطال آسيا 2008 يسبب غياب ميلادين جوفانسيك وإبراهيما كيتا عن الفريق ، وقال خالد الجارلله في يوم 26 يونيو 2008 بأن نادي القادسية هو النادي الوحيد الذي تقدم بعرض رسمي إلى نادي الجهراء وأن العروض الأخرى كلها كانت شفوية ، وقد تم استدعائه للمشاركة في معسكر نادي القادسية الاستعدادي للموسم الجديد في القاهرة ، وفي يوم 14 يوليو 2008 دخل تمرين نادي القادسية لأول مرة ، وسيوقع على انضمامه إلى نادي القادسية في نفس اليوم، ومن شروط التعاقد بأن تتم الموافقة على انتقاله إذا تلقى عرض خارجي ، وقال رضا معرفي أمين سر نادي القادسية بأن النادي يرحب بانضمامه إليه ، وفي يوم 14 يوليو 2008، وقع عادل حمود رسميا مع نادي القادسية بحضور رضا معرفي وإبراهيم المسعود مدير فريق كرة القدم وعبد الله الحقان مشرف الفريق، وقد أكد رضا معرفي على أن نادي القادسية سيوافق على انتقال اللاعب في حال تلقيه عرض خارجي، وقد قال عادل حمود بأن سيتبرع بمبلغ الصفقة إلى ذوي الاحتياجات الخاصة ، وستكون مدة الإعارة 6 أشهر، وقال عادل حمود بأن كل لاعب يتمنى بأن يكون في المكان الذي موجود هو فيه ، وقد إبراهيم المسعود بأن النادي تعاقد مع عادل حمود للمشاركة في البطولات الخارجية للفريق وذلك بعد إيقاف إبراهيما كيتا وميلادين جوفانسيك وإن اللاعب برز على مستوى المنتخب الأولمبي ونادي الشمال القطري، وسيرتدي اللاعب رقم 29.
في يوم 15 أغسطس 2008، لعب أولى مبارياته مع نادي القادسية في بطولة كأس الخليج للأندية 2008/2009 أمام نادي النصر السعودي كلاعب احتياطي بديلا عن إبراهيما كيتا ، وفي يوم 21 أغسطس 2008 لعب كأحتياطي في مباراة القادسية مع نادي المحرق البحريني، وقد دخل بدلا عن خلف السلامة ، وقال في يوم 23 أغسطس بأنه مرتاح في صفوف القادسية ويتطلع لمباراة أوراوا ريد دايموندز الياباني في دوري أبطال آسيا 2008 ، وفي يوم 25 أغسطس لعب في مباراة القادسية مع نادي النهضة العماني كاحتياطي ودخل بديلا عن أحمد البلوشي.
وقد تعرض لإصابة في مشط قدمه أبعدته عن الملاعب لمدة أسبوعين وأبعدته عن مباريات دوري أبطال آسيا 2008 ، وقال محمد إبراهيم بأن الإصابة التي تعرض لها عادل حمود أثرت فيه كثيرا خصوصا بغياب المحترفين العاجي إبراهيما كيتا والصربي ميلادين جوفانسيك.
وفي يوم 5 أكتوبر 2008 تم تكريمه من قبل نادي القادسية الكويتي عى جهوده مع الفريق من انتهاء عقده مع النادي، وقد تم تكريمه بين شوطي مباراة نادي القادسية ونادي الشباب الكويتي في الدوري الكويتي 2008/2009، وقد حضر تكريمه الشيخ طلال الفهد الصباح وفواز الحساوي والشيخ خالد الفهد الصباح وضو مجلس الإدارة محمد البناي وعضو مجلس الإدارة حسن أبو الحسن وعضو مجلس الإدارة بسام البسام ، وقال عادل حمود بأنه استفاد كثيرا من تجربته مع نادي القادسية بالرغم من قصر الفترة التي قضاها.
في يوم 26 نوفمبر 2008 ورد خبر بأن نادي القادسية سيتعاقد معه بعد كأس الخليج 2009.
مشاركاته مع القادسية
| البطولة                       | عدد المباريات | عدد الأهداف |
| ----------------------------- | ------------- | ----------- |
| كأس الخليج للأندية 2008/2009  | 3             | 0           |
| كأس الاتحاد الكويتي 2008/2009 | 2             | 0           |
| المجموع                       | 5             | 0           |

## مع المنتخب

### مع المنتخب الأولمبي
كان حمود ضمن منتخب الكويت الأولمبي لكرة القدم في عام 2007.

### المنتخب الأول
يلعب عادل حمود مع منتخب الكويت لكرة القدم منذ عام 2007.